# Eugène Marais
Pour les articles homonymes, voir Marais (homonymie).
Eugène Nielen Marais (9 janvier 1871 – 29 mars 1936) est un avocat, naturaliste, écrivain et poète d'Afrique du Sud, issu de la communauté afrikaner.

## Origines
Les ancêtres d'Eugène Marais étaient Charles et Claude Marais, des huguenots français de la région de Paris émigrés en Afrique du Sud pour échapper à la persécution des protestants.

## Biographie
Eugène Marais est né dans une famille afrikaner à Pretoria dans le Transvaal. Il était le treizième et dernier enfant de Jan Christiaan Nielen et de Catharina Marais. Ses parents avaient quitté Le Cap quelques mois avant sa naissance pour s'installer à Pretoria.
Il fait ses études à Pretoria puis à Paarl dans la colonie du Cap.
Diplômé d'études secondaires à l'âge de 16 ans, il commence une carrière professionnelle à Pretoria d'abord comme juriste puis comme journaliste. 
Âgé d'à peine 20 ans, il se lance dans l'édition et dirige un journal local en afrikaans Land en Volk (pays et peuple afrikaners) qu'il revendra en 1906. Il participe à la vie politique au sein de la faction progressiste, opposée au président du Transvaal, Paul Kruger. 
C'est assez jeune qu'il devient aussi morphinomane et le restera toute sa vie. 
Il se marie avec Aletta Beyers qui décède à la suite d'une fièvre un an plus tard, et huit jours après avoir donné naissance à leur fils.
En 1897, Marais se rend à Londres où il suit des études de droit. Il est à Londres quand éclate la seconde guerre des Boers et est assimilé à un ennemi en Angleterre.
Durant la dernière phase de la guerre, il se joint à une expédition allemande qui tente d'apporter par la mer des munitions et des médicaments aux commandos boers. Il est alors frappé par la malaria en pleine zone tropicale. La guerre prend fin avant que son navire n'arrive à destination. 
À partir de 1905, il s'intéresse au naturalisme, notamment dans les régions nord du Transvaal. Il abandonne le journalisme et la politique pour étudier notamment la vie des termites, des mambas noirs et du cobra noir. Il produit également une étude sur la vie des primates. 
Comme il se refuse à écrire en anglais à la suite des horreurs de la guerre des Boers, l’œuvre de Marais en afrikaans, et parue dans les quotidiens et les hebdomadaires du pays, sera finalement peu connue en dehors de l’Afrique du Sud.
Eugène Marais a accusé Maurice Maeterlinck d'avoir plagié son livre Die Siel van die Mier (L'Âme des termites, 1925) pour La Vie des termites. Plus précisément, l'écrivain et scientifique boer lui a reproché l'emprunt du concept d'unité organique de la termitière, ainsi que du terme « nasicorne » (un néologisme qu'il avait formé). Soutenu par un lobby boer, Marais a poursuivi Maeterlinck devant les tribunaux. Sa renonciation en cours de procédure serait due à une absence de fonds et à son addiction à la morphine. Certains parlent aujourd'hui « d'exemple classique de plagiat académique » (Bignell, sans argumentation, dans le cadre d'une étude biologique sur les termites) ; d'autres le minimisent. Toutefois David Van Reybrouck, dans Le Fléau, roman-enquête consacré essentiellement à la question, montre précisément comment Maeterlinck a pu avoir connaissance des travaux de Marais et comment il a ajouté, juste avant la publication de son livre, les passages incriminés qui détonnent par rapport au reste du texte. Plus généralement Maeterlinck n'a pas indiqué ses sources avec la précision requise, se contenant d'y renvoyer en fin d'ouvrage, comme une simple bibliographie dans laquelle Marais ne figure même pas.
En 1936, privé de morphine pendant quelques jours, il se tira dessus avec un fusil dans sa ferme de Pelindaba. Seulement blessé, il chargea de nouveau le fusil et se tira une balle dans la bouche.

## Postérité

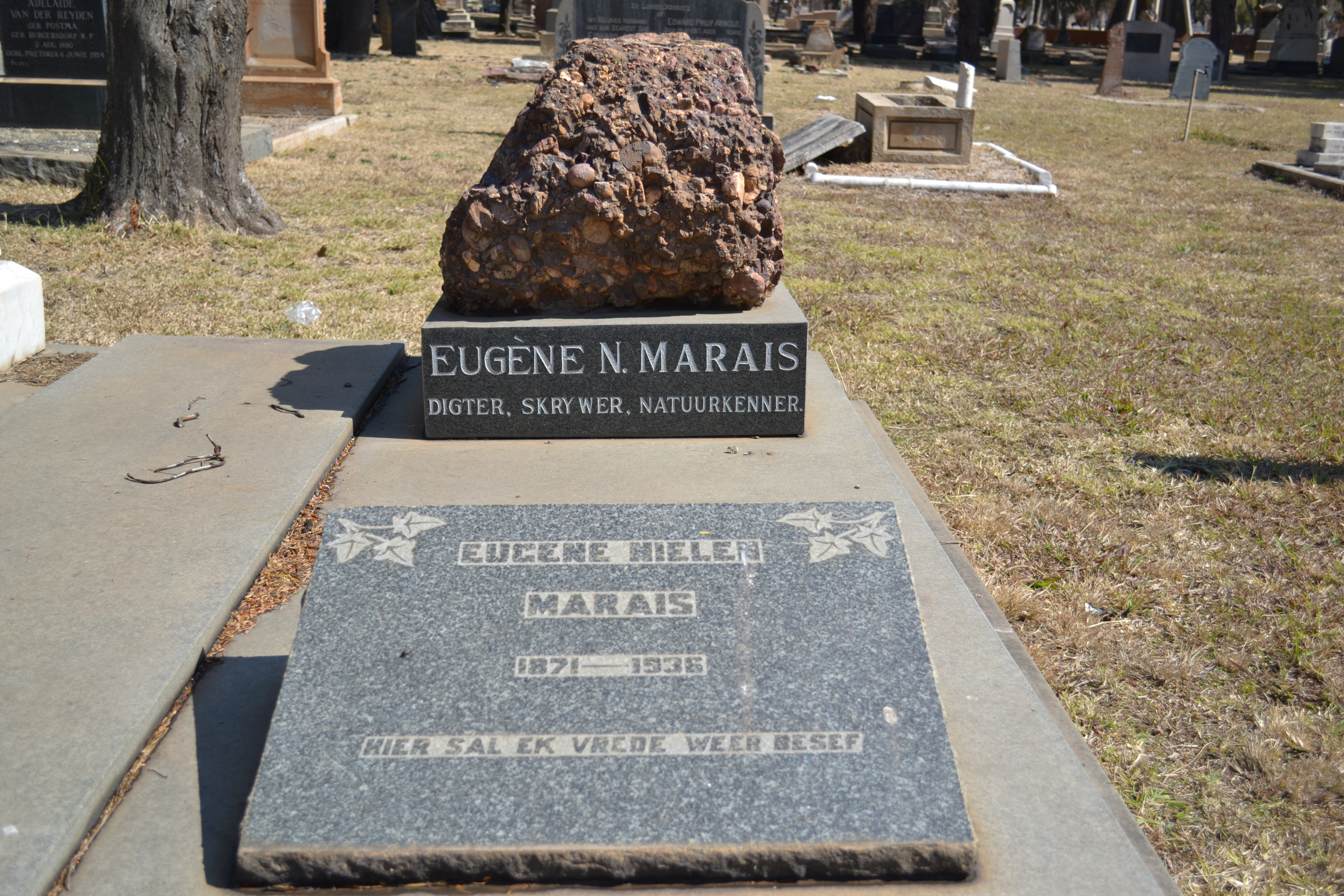
Sépulture d'Eugène Marais au cimetière de church street (Pretoria)

Marais fut le premier naturaliste à pratiquer l'éthologie. Sa contribution principale à la culture sud-africaine et plus spécialement afrikaner fut ses poèmes. Eugène Marais est ainsi considéré comme l'un des plus grands poètes sud-africains et l’un des plus populaires.
Il est tout à la fois reconnu comme un héros du nationalisme afrikaner, un défenseur de l'afrikaans mais aussi comme un rebelle iconoclaste. Les différentes facettes de son identité lui ont permis ainsi de faire consensus, pour des raisons différentes, au sein de la vie intellectuelle et politique sud-africaine. 
Il s'impliqua fortement dans la défense et la reconnaissance de la langue afrikaans dans la littérature au côté de J.H.H. de Waal et G.S. Preller.
Si ses poèmes célèbrent la nature sud-africaine, ils sont aussi empreints de pessimisme. 
Homme de foi, afrikaner militant, Marais appréciait la culture des peuples indigènes du Transvaal qu'il décrivit dans son poème Die Dans van die Reën (« La Danse de la pluie »).

## Ouvrages
- The Soul of the White Ant, 1937, d'abord publié en afrikaans sous le titre Die Siel van die Mier (1925),
- The Soul of the Ape, 1919, ouvrage posthume publié en 1969.

## Exemple de poème
Nuit d'hiver
Comme il est froid le vent

Qui s'insinue.

Étincelante dans l'aurore pâle

Et solitaire, s'étend la plaine,

Généreuse comme la grâce divine,

Toute d'étoiles et d'ombre baignée.

Et loin là-bas, éparpillées

Et flamboyantes,

Ondulent les herbes hautes

Comme un signe de la main.

Comme elle est triste la mélodie

Que souffle le vent d'est,

Telle la plainte d'une jeune fille

Par son amant abandonnée.

Au creux de chaque brin d'herbe

Brille une goutte de rosée,

Bien vite par le froid en givre	

Transformée !